# Liste von Persönlichkeiten aus Celerina/Schlarigna
Diese Liste enthält in Celerina/Schlarigna geborene Persönlichkeiten und solche, die in Celerina/Schlarigna ihren Wirkungskreis hatten, ohne dort geboren zu sein. Die Liste erhebt keinen Anspruch auf Vollständigkeit.

## Persönlichkeiten
(Sortierung nach Geburtsjahr)
- Jan Peider Danz (* um 1575–1620), 1600–1601 reformierter Pfarrer in Celerina
- Hans Jakob von Salis (1615–1659), kaiserlicher Generalfeldwachtmeister
- Gian Battista Frizzoni (1727–1800), reformierter Pfarrer und Liederdichter
- Antonio Frizzoni (* 1754 in Celerina; † 1835 in Bergamo), Kaufmann, Wohltäter[1][2]
- Thomas Frizzoni (* 1760 in Celerina; † 1845 in Bergamo), Maler und Kopist[3][4]
- Zaccaria Pallioppi (1820–1873), Jurist und Sprachforscher
- Giovannes Mathis (1824–1912), rätoromanischer Schriftsteller
- Paul Rée (1849–1901 in Celerina), empiristischer Philosoph und Arzt
- Reto R. Bezzola (1898–1983), Romanist und Herausgeber eines Standardwörterbuchs
- Peter Issler (1922–2010), Architekt
- Giuliano Pedretti (1924–2012), Bildhauer, Zeichner und Sgraffitokünstler
- Gian Pedretti (* 1926), Plastiker, Maler und Schriftsteller
- Erica Pedretti (1930–2022), Schriftstellerin, Objektkünstlerin und Malerin
- Rem Koolhaas (* 1944), Architekt
- Nico Baracchi (1957–2015), Skeleton- und Bobpilot
- Barbara Hosch (* 1980), Skeletonpilotin